# 傑克·漢密爾頓
傑克·漢密爾頓（英語：Jack Hamilton；1994年3月23日—）是一位蘇格蘭足球運動員。在場上的位置是守門員。他現在效力於蘇格蘭足球超級聯賽球隊摩頓 。他也代表蘇格蘭各級青年國家足球隊參賽。

## 外部連結
- 足球数据库：傑克·漢密爾頓的球员统计数据